# Kolorowy Kanion

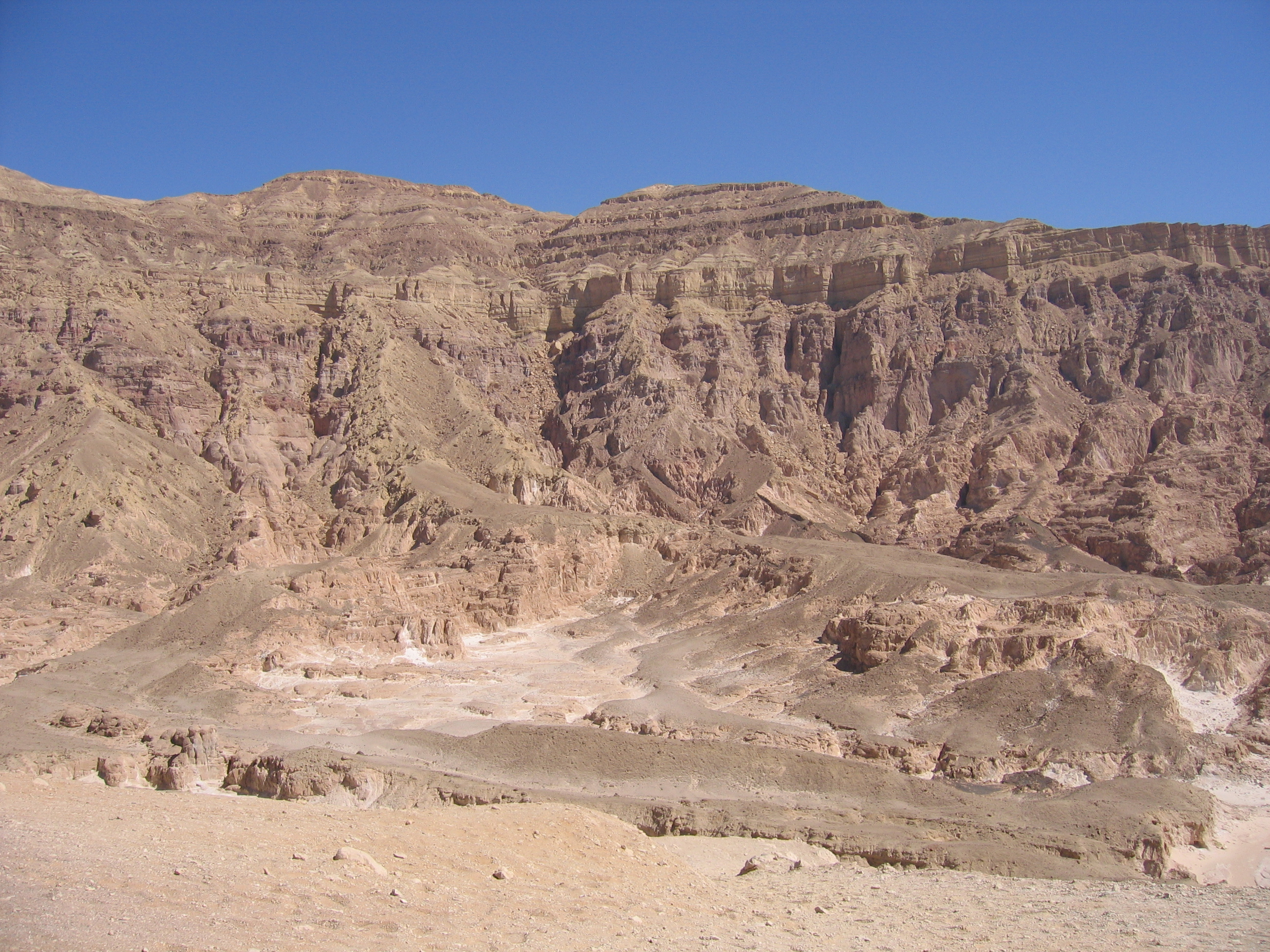

Kolorowy Kanion (arab. الوادي الملون) – kanion w południowo-zachodniej części Synaju w muhafazie Synaj Południowy w Egipcie, niedaleko miasta Nuwajbi.
Kanion należy do atrakcji turystycznych półwyspu Synaj. W kanionie tym można oglądać wielobarwne formacje skał wapiennych, wyrzeźbione przez wodę, wiatr i piasek. Kanion tworzy labirynt skał, wznoszących się na wysokość miejscami blisko 40 metrów.